# Yan Tianqi
Pour les articles homonymes, voir Yan (homonymie).
Dans ce nom chinois, le nom de famille, Yan, précède le nom personnel.
Yan Tianqi est une joueuse d'échecs chinoise née la 10 mai 2002. 
Au 1er octobre 2024, elle est la 15e joueuse chinoise avec un classement Elo de 2 344 points.

## Biographie et carrière
Yan Tianqi est née en mai 2002.
En 2020, elle finit sixième du championnat chinois féminin avec 6 points sur 11. Elle obtient le titre de maître international féminin en 2022.
En février 2023, elle remporte le championnat de Chine féminin B (avec 9,5 points sur 11).
En juillet-août 2023. elle bat l'Indienne Pallathur Venkatachalam Nandhidhaa lors du premier tour de la Coupe du monde d'échecs féminine 2023, puis elle perd face à Alexandra Kosteniouk au deuxième tour, après deux parties de départage (1,5 à 2,5).
En mai 2024, elle finit troisième du championnat féminin avec 7 points marqués sur 11.
En juillet-août 2024, elle finit troisième de l'open féminin de Shaoxing.